# World RX de Hockenheim 2017
El World RX de Hockenheim, oficialmente Cooper Tires World RX of Hockenheim es una prueba de Rallycross en Alemania válida para el Campeonato Mundial de Rallycross. Se celebró en el Hockenheimring en Hockenheim, Baden-Württemberg, Alemania
Mattias Ekström actual campeón defensor ganó a bordo de su Audi S1, seguido de Johan Kristoffersson y Timmy Hansen.

## Supercar

### Series
| Pos. | N.º | Piloto                | Equipo                          | Auto                | Q1   | Q2   | Q3   | Q4   | Pts |
| ---- | --- | --------------------- | ------------------------------- | ------------------- | ---- | ---- | ---- | ---- | --- |
| 1    | 9   | Sébastien Loeb        | Team Peugeot-Hansen             | Peugeot 208         | 1.º  | 1.º  | 2.º  | 7.º  | 16  |
| 2    | 21  | Timmy Hansen          | Team Peugeot-Hansen             | Peugeot 208         | 5.º  | 2.º  | 6.º  | 1.º  | 15  |
| 3    | 3   | Johan Kristoffersson  | PSRX Volkswagen Sweden          | Volkswagen Polo GTI | 2.º  | 3.º  | 5.º  | 4.º  | 14  |
| 4    | 1   | Mattias Ekström       | EKS RX                          | Audi S1             | 9.º  | 8.º  | 3.º  | 3.º  | 13  |
| 5    | 11  | Petter Solberg        | PSRX Volkswagen Sweden          | Volkswagen Polo GTI | 3.º  | 21.º | 1.º  | 2.º  | 12  |
| 6    | 44  | Timo Scheider         | MJP Racing Team Austria         | Ford Fiesta         | 6.º  | 9.º  | 7.º  | 5.º  | 11  |
| 7    | 71  | Kevin Hansen          | Team Peugeot-Hansen             | Peugeot 208         | 3.º  | 5.º  | 15.º | 14.º | 10  |
| 8    | 7   | Timur Timerzyanov     | STARD                           | Ford Fiesta         | 7.º  | 7.º  | 16.º | 9.º  | 9   |
| 9    | 96  | Kevin Eriksson        | MJP Racing Team Austria         | Ford Fiesta         | 18.º | 6.º  | 4.º  | 11.º | 8   |
| 10   | 43  | Ken Block             | Hoonigan Racing Division        | Ford Focus RS       | 12.º | 4.º  | 18.º | 6.º  | 7   |
| 11   | 15  | Reinis Nitišs         | EKS RX                          | Audi S1             | 4.º  | 12.º | 9.º  | 17.º | 6   |
| 12   | 57  | Toomas Heikkinen      | EKS RX                          | Audi S1             | 15.º | 14.º | 11.º | 8.º  | 5   |
| 13   | 4   | Robin Larsson         | Robin Larsson                   | Audi A1             | 13.º | 18.º | 8.º  | 13.º | 4   |
| 14   | 13  | Andreas Bakkerud      | Hoonigan Racing Division        | Ford Focus RS       | 10.º | 17.º | 16.º | 12.º | 3   |
| 15   | 6   | Jānis Baumanis        | STARD                           | Ford Fiesta         | 17.º | 10.º | 17.º | 12.º | 2   |
| 16   | 68  | Niclas Grönholm       | GRX                             | Ford Fiesta         | 14.º | 17.º | 10.º | 15.º | 1   |
| 17   | 87  | Jean-Baptiste Dubourg | DA Racing                       | Peugeot 208         | 11.º | 13.º | 19º  | 19º  |     |
| 18   | 69  | Martin Kaczmarski     | Martin Kaczmarski               | Ford Fiesta         | 16.º | 15.º | 14.º | 18.º |     |
| 19   | 100 | Guy Wilks             | LOCO Energy World RX            | Volkswagen Polo     | 20.º | 11.º | 13.º | 21.º |     |
| 20   | 77  | René Münnich          | All-Inkl.com Münnich Motorsport | SEAT Ibiza          | 19.º | 16.º | 22.º | 16.º |     |
| 21   | 36  | Guerlain Chicherit    | Guerlain Chicherit              | Renault Clio        | 21.º | 19.º | 20º  | 20º  |     |
| 22   | 10  | "Csucsu"              | Speedy Motorsport               | Kia Rio             | 22.º | 20.º | 21.º | 22.º |     |

### Semifinales
Semifinal 1
| Pos. | N.º | Piloto               | Equipo                  | Tiempo    | Pts |
| ---- | --- | -------------------- | ----------------------- | --------- | --- |
| 1    | 3   | Johan Kristoffersson | PSRX Volkswagen Sweden  | 6:08.008  | 6   |
| 2    | 11  | Petter Solberg       | PSRX Volkswagen Sweden  | +1.513    | 5   |
| 3    | 9   | Sébastien Loeb       | Team Peugeot-Hansen     | +2.481    | 4   |
| 4    | 96  | Kevin Eriksson       | MJP Racing Team Austria | +4.395    | 3   |
| 5    | 71  | Kevin Hansen         | Team Peugeot-Hansen     | +19.174   | 2   |
| 6    | 15  | Reinis Nitišs        | EKS RX                  | +1:01.770 | 1   |

Semifinal 2
| Pos. | N.º | Piloto            | Equipo                   | Tiempo   | Pts |
| ---- | --- | ----------------- | ------------------------ | -------- | --- |
| 1    | 1   | Mattias Ekström   | EKS RX                   | 6:16.725 | 6   |
| 2    | 21  | Timmy Hansen      | Team Peugeot-Hansen      | +1.887   | 5   |
| 3    | 57  | Toomas Heikkinen  | EKS RX                   | +3.500   | 4   |
| 4    | 7   | Timur Timerzyanov | STARD                    | +5.532   | 3   |
| 5    | 44  | Timo Scheider     | MJP Racing Team Austria  | +16.314  | 2   |
| 6    | 43  | Ken Block         | Hoonigan Racing Division | +17.513  | 1   |

### Final
| Pos. | N.º | Piloto               | Equipo                 | Tiempo   | Pts |
| ---- | --- | -------------------- | ---------------------- | -------- | --- |
| 1    | 5   | Mattias Ekström      | EKS RX                 | 6:04.066 | 8   |
| 2    | 3   | Johan Kristoffersson | PSRX Volkswagen Sweden | +0.708   | 5   |
| 3    | 21  | Timmy Hansen         | Team Peugeot-Hansen    | +2.501   | 4   |
| 4    | 1   | Petter Solberg       | PSRX Volkswagen Sweden | +5.296   | 3   |
| 5    | 9   | Sébastien Loeb       | Team Peugeot-Hansen    | +6.352   | 2   |
| 6    | 57  | Toomas Heikkinen     | EKS RX                 | +6.823   | 1   |

## Campeonato tras la prueba
| Pos | Piloto               | Pts | Dif |
| --- | -------------------- | --- | --- |
| 1   | Mattias Ekström      | 85  |     |
| 2   | Johan Kristoffersson | 69  | +16 |
| 3   | Petter Solberg       | 62  | +23 |
| 4   | Sébastien Loeb       | 48  | +37 |
| 5   | Timmy Hansen         | 47  | +38 |

- Nota: Sólo se incluyen las cinco posiciones principales.

| Prueba previa: World RX de Portugal 2017   | Temporada 2017 del Campeonato Mundial de Rallycross | Siguiente prueba: World RX de Bélgica 2017 |
| Prueba previa: World RX de Hockenheim 2016 | World RX de Hockenheim                              | Siguiente prueba: -                        |

- Datos: Q29867689
- Multimedia: 2017 World RX of Hockenheim / Q29867689